# Videocinta
Videocinta, videocasete o cinta de video es un medio de almacenamiento de imágenes de vídeo acompañadas con sonido en una cinta magnética mediante una máquina conocida como magnetoscopio. 
En prácticamente todos los casos, se utiliza el método de grabación por exploración helicoidal donde una cabeza (o cabezal) de vídeo rota contra el movimiento de la cinta para grabar la información. Debido a que las señales de vídeo tienen una frecuencia alta, la velocidad relativa cinta-cabeza debe ser también muy elevada por lo que las cabezas estáticas requerirían que la cinta corriese a muy alta velocidad.
Este tipo de cintas se utilizaban para almacenar películas y grabaciones. En muchos casos, un cabezal helicoidal realiza una rotación en la cinta en movimiento para grabar los datos en dos dimensiones. Al tener las señales de video un alto ancho de banda, los cabezales estáticos requieren altas velocidades de grabación.
La cinta de vídeo es una parte integral de la tecnología del vídeo que impactó profundamente la industria audiovisual. Primero, fue controlada por la industria de la televisión y después se expandió a todos los sectores del mercado, ya que constituyó una nueva manera de distribuir la información y una nueva forma de entretenimiento.

## Primeros formatos
La división de electrónica de la compañía de producción del cantante y empresario estadounidense Bing Crosby, Bing Crosby Enterprises, presentó la primera demostración de una grabación de video en Los Ángeles el 11 de noviembre de 1951. Desarrollado por los estadounidenses John Thomas Mullin y Wayne R. Johnson desde 1950, el dispositivo proporcionó imágenes descritas como "borrosas e indistintas" utilizando una grabadora de cinta Ampex Modelo 200 modificada y una cinta de audio estándar de un cuarto de pulgada de ancho (0,6 cm) que se movía a 360 pulgadas (9,1 m) por segundo. Un año después, una versión mejorada con cinta magnética de una pulgada de ancho (2,54 cm) fue demostrada ante medios de prensa, la cual, según los informes, expresó asombro por la calidad de las imágenes, aunque tenían una "calidad granulada persistente que parecía una película en movimiento". En general, la calidad de imagen todavía se consideraba inferior a las mejores filmaciones realizadas mediante el kinescopio en cinta de cine, que se usaron para respaldar programas de televisión. Bing Crosby Enterprises esperaba tener una versión comercial disponible en 1954, pero no apareció ninguna.
Entre tanto, en el Reino Unido, ingenieros y técnicos de la red estatal de difusión BBC experimentaron desde 1952 hasta 1958 con un sistema de cinta de video lineal de alta velocidad llamado VERA, pero esto fue inviable en última instancia. Este sistema usaba cinta de media pulgada (1.27 cm) suministrada en carretes de 20 pulgadas de diámetro y que se movía a 200 pulgadas (5,08 m) por segundo.
Por su parte, la empresa estadounidense RCA demostró la grabación en cinta magnética de programas de televisión en blanco y negro y en color en sus laboratorios de Princeton el 1 de diciembre de 1953. El sistema de cinta longitudinal de alta velocidad, llamado Simplex, que estaba en desarrollo desde 1951, podía grabar y reproducir solo unos minutos de un programa de televisión. El sistema de codificación de color NTSC usó cinta de media pulgada (1,3 cm) en carretes de 10,5 pulgadas para grabar cinco pistas, una para cada uno de los colores primarios (rojo, azul y verde), una para señales de sincronización y otra para la señal de audio. El sistema en blanco y negro utilizaba cinta de un cuarto de pulgada (0,6 cm) que también era provista en carretes de 10,5 pulgadas de diámetro con dos pistas, una para video y otra para audio. Ambos sistemas transportaban la cinta a 360 pulgadas (9,1 m / 30 pies) por segundo y los carretes eran provistos con 2500 pies de cinta. La cadena estadounidense de televisión NBC, propiedad de RCA, lo usó por primera vez en su programa The Jonathan Winters Show el 23 de octubre de 1956 cuando una secuencia, en color, de canciones pregrabada por la cantante Dorothy Collins se incluyó en el programa de televisión en vivo.
En 1953, el inventor japonés Dr. Norikazu Sawazaki, de la empresa Tokyo Shibaura Electric Company (Toshiba), inició en su país el desarrollo de un prototipo de grabadora de cinta de video de exploración helicoidal, después de leer acerca de la demostración de RCA.
Bing Crosby Enterprises demostró un sistema de grabación de video en color en febrero de 1955 usando una grabación longitudinal en cinta de media pulgada de ancho (1,3 cm). CBS, el competidor de RCA, estaba a punto de adquirir máquinas a Bing Crosby Enterprises, cuando Ampex introdujo el sistema Quadruplex, de calidad superior. Bing Crosby Enterprises fue adquirida por la multinacional estadounidense 3M Company en 1956. 
El 2 de marzo de 1955, el Dr. Sawazaki solicitó una patente para el desarrollo que venía realizando desde 1953 y que fue emitida el día 26 de mayo de 1959. Ese año, Toshiba lanzó la primera grabadora de cinta de video de exploración helicoidal comercial para uso profesional.

## Retransmisión de video

### Quad

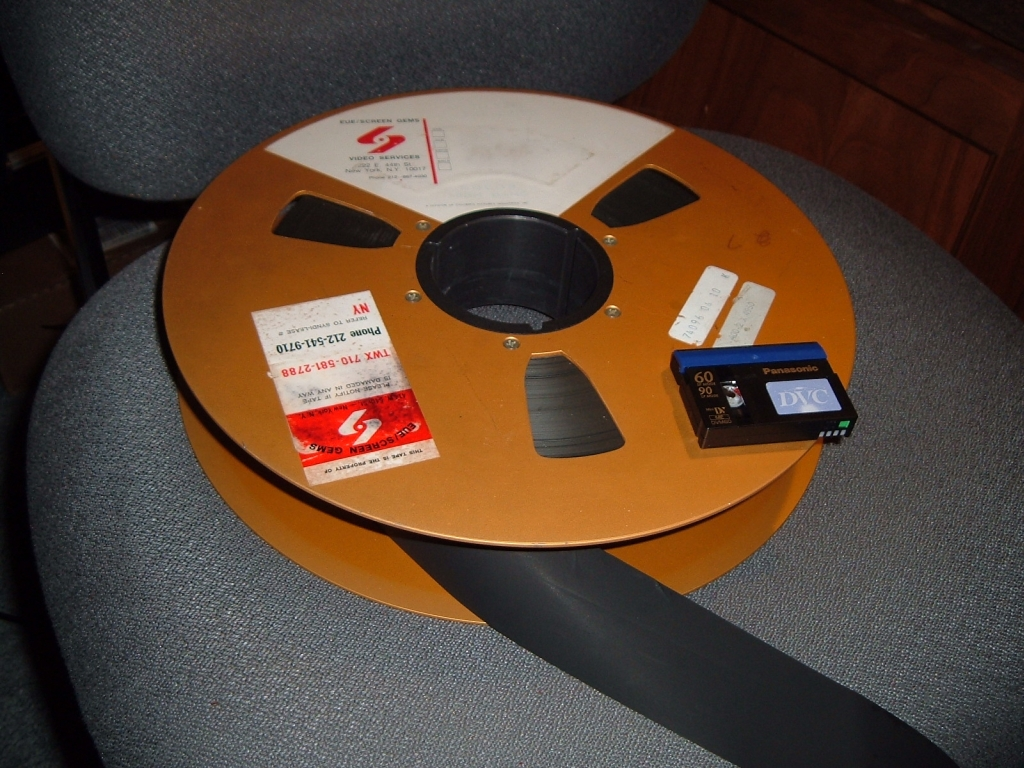
Un carrete de catorce pulgadas de cinta de video cuádruple de 2 pulgadas en comparación con un videocasete MiniDV moderno. Ambos medios almacenan una hora de video en color.

Las primeras máquinas profesionales comerciales de cintas de video de calidad de transmisión capaces de reemplazar el cinescopio fueron las cintas de video cuádruples (Quad) de dos pulgadas introducidas por Ampex el 14 de abril de 1956, en la convención de la Asociación Nacional de Locutores en Chicago. Quad empleó un sistema de cuatro cabezales transversales (escaneando la cinta a lo ancho) en una cinta de dos pulgadas (5,08 cm) y cabezales estacionarios para la banda sonora.
CBS Television utilizó por primera vez el Ampex VRX-1000 Mark IV en sus estudios Television City en Hollywood el 30 de noviembre de 1956, para reproducir una transmisión retrasada de Douglas Edwards and the News desde Nueva York en la zona horaria del Pacífico. El 22 de enero de 1957, el programa de concursos de NBC Television Truth or Consequences, producido en Hollywood, se convirtió en el primer programa que se transmitió en todas las zonas horarias desde una cinta de video pregrabada.
Ampex introdujo una grabadora de cinta de video en color en 1958 en un acuerdo de licencia cruzada con RCA, cuyos ingenieros la habían desarrollado a partir de una grabadora Ampex en blanco y negro.  El especial de NBC, An Evening With Fred Astaire (1958) es la cinta de vídeo en color más antigua de una cadena de televisión y ha sido restaurada por el Archivo de Cine y Televisión de UCLA.
El 7 de diciembre de 1963, la reproducción instantánea, originalmente un sistema basado en una cinta de video, fue utilizada por primera vez durante la transmisión en directo del Army-Navy Game por su inventor, el director Tony Verna.
Aunque Quad se convirtió en el estándar de la industria durante aproximadamente treinta años, tiene inconvenientes como la incapacidad de congelar imágenes y la falta de búsqueda de imágenes. Además, en las primeras máquinas, una cinta se podía reproducir de manera confiable utilizando solo el mismo conjunto de cabezales de cinta hechos a mano, que se desgastaban muy rápidamente. A pesar de estos problemas, Quad es capaz de producir imágenes excelentes. Los sistemas de cintas de video posteriores han utilizado exploración helicoidal, donde los cabezales de video graban pistas diagonales (de campos completos) en la cinta.
Muchas grabaciones de video tempranas no se conservaron. Si bien es mucho menos costoso (si se recicla repetidamente) y más conveniente que el kinescopio, el alto costo de 3M Scotch 179 y otras cintas de video tempranas ($300 por carrete de una hora) significó que la mayoría de las emisoras borraron y reutilizaron y (en los Estados Unidos) consideraron la cinta de video simplemente como un medio mejor y más rentable para retrasar las transmisiones que los cinescopios. Fueron las cuatro zonas horarias de los Estados Unidos continentales las que hicieron que el sistema fuera muy deseable en primer lugar.
Algunas de las primeras transmisiones de video han sobrevivido, incluido The Edsel Show, transmitido en vivo en 1957, y An Evening With Fred Astaire de 1958, la cinta de video en color más antigua conocida de un programa de entretenimiento (y la segunda cinta de video en color más antigua que se sabe que sobrevive, la más antigua es la inauguración de mayo de 1958 de los estudios WRC-TV en Washington D. C.). En 1976, el especial del 50.º aniversario de NBC incluía un extracto de un especial en color de 1957 protagonizado por Donald O'Connor; a pesar de algunos problemas técnicos obvios, la cinta de color fue notablemente buena. Algunos programas de televisión clásicos grabados en cintas de video de estudio están disponibles en DVD, entre ellos Peter Pan de NBC (primera transmisión en 1960) con Mary Martin como Peter, varios episodios de The Dinah Shore Chevy Show (finales de la década de 1950 y principios de la de 1960), el último Howdy Doody Show (1960), la versión televisiva del programa individual de Hal Holbrook Mark Twain Tonight (primera transmisión en 1967) y la producción clásica de Mijaíl Barýshnikov del ballet El cascanueces (primera transmisión en 1977).

## Formatos de cinta de vídeo
Existen varios formatos de cinta de vídeo:
| - Betacam - Betamax | - Hi-8 - S-VHS | - VHS-C - SV | - U-matic - V2000 | - VCR - VCR-LP | - VHS - S-VHS-C | - Video 8 |

## Futuro de la cinta
Con los avances tecnológicos, la cinta de video ha dejado atrás sus usos originales (grabación original, edición y reproducción de transmisiones) y ahora es principalmente un medio de archivo.
La muerte de la cinta para la grabación de video se pronosticó ya en 1995, cuando se demostró que el sistema de edición no lineal Avid almacenaba clips de video en discos duros. Sin embargo, la cinta de video todavía se usaba ampliamente, especialmente por parte de los consumidores, hasta aproximadamente 2004, cuando las videocámaras basadas en DVD se volvieron asequibles para el consumidor y los ordenadores domésticos tenían discos duros lo suficientemente grandes como para almacenar una cantidad aceptable de video.
Las videocámaras de consumo han pasado de estar basadas en cinta a sin cinta, que graban video como archivos de ordenador. Se han utilizado discos duros pequeños y discos ópticos grabables, siendo la memoria de estado sólido como tarjetas SD el líder actual del mercado. Hay dos ventajas principales: primero, la copia de una grabación en cinta en un ordenador u otra máquina de video ocurre en tiempo real (por ejemplo, un video de diez minutos tardaría diez minutos en copiar); dado que las videocámaras sin cinta graban video como archivos de datos listos para ordenador, los archivos pueden simplemente copiarse en un ordenador. En segundo lugar, las videocámaras sin cinta, y en particular las que usan memoria de estado sólido, son mucho más simples mecánicamente y, por lo tanto, más confiables.
A pesar de estas ventajas, la cinta todavía se usa mucho entre cineastas y cadenas de televisión debido a su longevidad, bajo costo y confiabilidad. Las copias maestras del contenido visual a menudo se almacenan en cinta por estos motivos, en particular por parte de los usuarios que no pueden permitirse cambiar a máquinas sin cinta. Los usuarios profesionales, como la televisión abierta, todavía usaban cintas en gran medida a mediados o finales de la década de 2000, pero los formatos sin cinta como DVCPRO P2, XDCAM y AVCHD están ganando aceptación más amplia.
Si bien la grabación en directo ha migrado a estado sólido (Panasonic P2, Sony SR MASTER o XDCAM-EX), discos ópticos (XDCAM de Sony) y discos duros, el alto costo del estado sólido y la vida útil limitada de las unidades de disco duro los hacen menos deseable para uso de archivo, para el cual todavía se usa la cinta. En 2016, algunos equipos de camarógrafos de noticias y producción todavía tenían cámaras que usan formatos de cinta, incluso en HD.